# Tostão
Eduardo Gonçalves de Andrade, plus connu sous le nom de Tostão, est un footballeur brésilien né le 25 janvier 1947 à Belo Horizonte. 
Il occupe le poste d’attaquant dans des équipes de club au Brésil et dans l’équipe nationale du Brésil avec laquelle il gagne la coupe du monde 1970 et participe à la coupe du monde 1966.
Il est généralement considéré comme étant l'un des premiers « faux 9 » de l'histoire du football.

## Biographie

### En club
Tostão joue principalement avec Cruzeiro, club avec lequel il gagne de nombreux titres dans l'État du Minas Gerais et une coupe du Brésil. 
En 1971, il est désigné « meilleur joueur sud-américain de l'année ».
En 1969, il souffre d’un décollement de la rétine, ce qui faillit le priver de la coupe du monde de 1970, et lorsqu’il est blessé à nouveau à l’œil en 1973, il décide d’arrêter sa carrière de joueur. Il devient médecin et, plus récemment, il a repris contact avec le monde du football en faisant du journalisme sportif,.

### En équipe nationale
Sélectionné à 53 reprises et auteur de 32 buts entre 1966 et 1972, Tostão joue avec l’équipe du Brésil lors de la coupe du monde 1966, mais il a son titre de gloire en participant activement à la victoire du Brésil lors de la coupe du monde de 1970. 
Son duo avec Pelé fait merveille lors de cette coupe du monde de 1970. L’équipe du Brésil comprend alors de nombreuses étoiles ; elle est considérée comme la meilleure équipe de tous les temps avec celle de 1958.

## Statistiques

### En sélection nationale
| Saison                | Sélection             | Phases finales        | Phases finales | Phases finales | Éliminatoires CDM | Éliminatoires CDM | Matchs amicaux | Matchs amicaux | Total | Total |
| Saison                | Sélection             | Compétition           | M              | B              | M                 | B                 | M              | B              | M     | B     |
| --------------------- | --------------------- | --------------------- | -------------- | -------------- | ----------------- | ----------------- | -------------- | -------------- | ----- | ----- |
| 1965-1966             | Brésil                | Coupe du monde 1966   | 1              | 1              | -                 | -                 | 6              | 5              | 7     | 6     |
| 1966-1967             | Brésil                | -                     | -              | -              | -                 | -                 | 3              | 0              | 3     | 0     |
| 1967-1968             | Brésil                | -                     | -              | -              | -                 | -                 | 10             | 7              | 10    | 7     |
| 1968-1969             | Brésil                | -                     | -              | -              | -                 | -                 | 8              | 3              | 8     | 3     |
| 1969-1970             | Brésil                | Coupe du monde 1970   | 6              | 2              | 6                 | 10                | 2              | 0              | 14    | 12    |
| 1970-1971             | Brésil                | -                     | -              | -              | -                 | -                 | 7              | 3              | 7     | 3     |
| 1971-1972             | Brésil                | -                     | -              | -              | -                 | -                 | 5              | 1              | 5     | 1     |
| Total sur la carrière | Total sur la carrière | Total sur la carrière | 7              | 3              | 6                 | 10                | 41             | 19             | 54    | 32    |

## Palmarès
- Championnat du monde en 1970 avec l’équipe nationale du Brésil
- Championnat de l'État du Minas Gerais 1965, 1966, 1967, 1968, 1969 avec Cruzeiro
- Coupe du Brésil : 1966 avec Cruzeiro
- Meilleur joueur sud-américain de l'année : 1971
- Vainqueur de la Copa Roca : 1971

## Divers
Depuis la fin de sa carrière, il écrit des chroniques dans le journal Folha de S.Paulo. 